# Віллі Маккартер
Віллі Маккартер (англ. Willie J. McCarter, 26 липня 1946, Гері, Індіана — 18 квітня 2023, Джексон, Мічиган) — американський професіональний баскетболіст, що грав на позиції атакувального захисника за декілька команд НБА.

## Ігрова кар'єра
На університетському рівні грав за команду Дрейк (1966–1969). 
1969 року був обраний у першому раунді драфту НБА під загальним 12-м номером командою «Лос-Анджелес Лейкерс». Професійну кар'єру розпочав 1969 року виступами за тих же «Лос-Анджелес Лейкерс», захищав кольори команди з Лос-Анджелеса протягом наступних 2 сезонів.
Другою і останньою ж командою в кар'єрі гравця стала «Портленд Трейл-Блейзерс», до складу якої він приєднався 1971 року і за яку відіграв один сезон.